# Edouard Kabamba Wenze
Edouard Kabamba Wenze est un joueur de football belge, né le 24 janvier 1987 à Kinshasa. Il évolue au poste d'attaquant.Il mesure 1,80m et pèse 72 kg.
Le 28 août 2008, il rejoint l'équipe du Real Madrid Castilla (D2B) dans le cadre de l'accord qui lie le Standard de Liège au Real Madrid.

## Carrière
- 2007-... : Standard de Liège  Belgique
- 2008-2009 : Real Madrid Castilla (Prêt)  Espagne
- 2009-2010 : AS Eupen (Prêt)  Belgique
- 2011-... : UD Melilla  Espagne

## Palmarès
- 2008 : Champion de Belgique avec le Standard de Liège
- 2008 : Vainqueur de La Supercoupe de Belgique avec le Standard de Liège